# هانس شافنر
هانس شافنر (به انگلیسی: Hans Schaffner) (زاده ۱۶ دسامبر ۱۹۰۸ – درگذشته ۲۶ نوامبر ۲۰۰۴) سیاست‌مدار سوئیسی و از اعضای شورای فدرال سوئیس بود.
هانس شافنر در سال‌ ۱۹۶۶ به عنوان رئیس جمهور کنفدراسیون سوئیس انتخاب شد.